# Islandzkie monety obiegowe
Islandzkie monety obiegowe – monety emitowane od 1922 roku przez Skarb Państwa Islandii, a od powołania w 1961 roku Islandzkiego Banku Centralnego (Seðlabanki Íslands) – przez ten organ. Do obiegu oddano monety eyrir (e; w lm. „aurar”, a), korony (kr) lub ich wielokrotności. Wzór monet zasadniczym zmianom ulegał dwukrotnie, raz po przekształceniu państwa w republikę w roku 1944, drugi zaś raz po reformie walutowej i denominacji korony w roku 1981.

## Królestwo Islandii

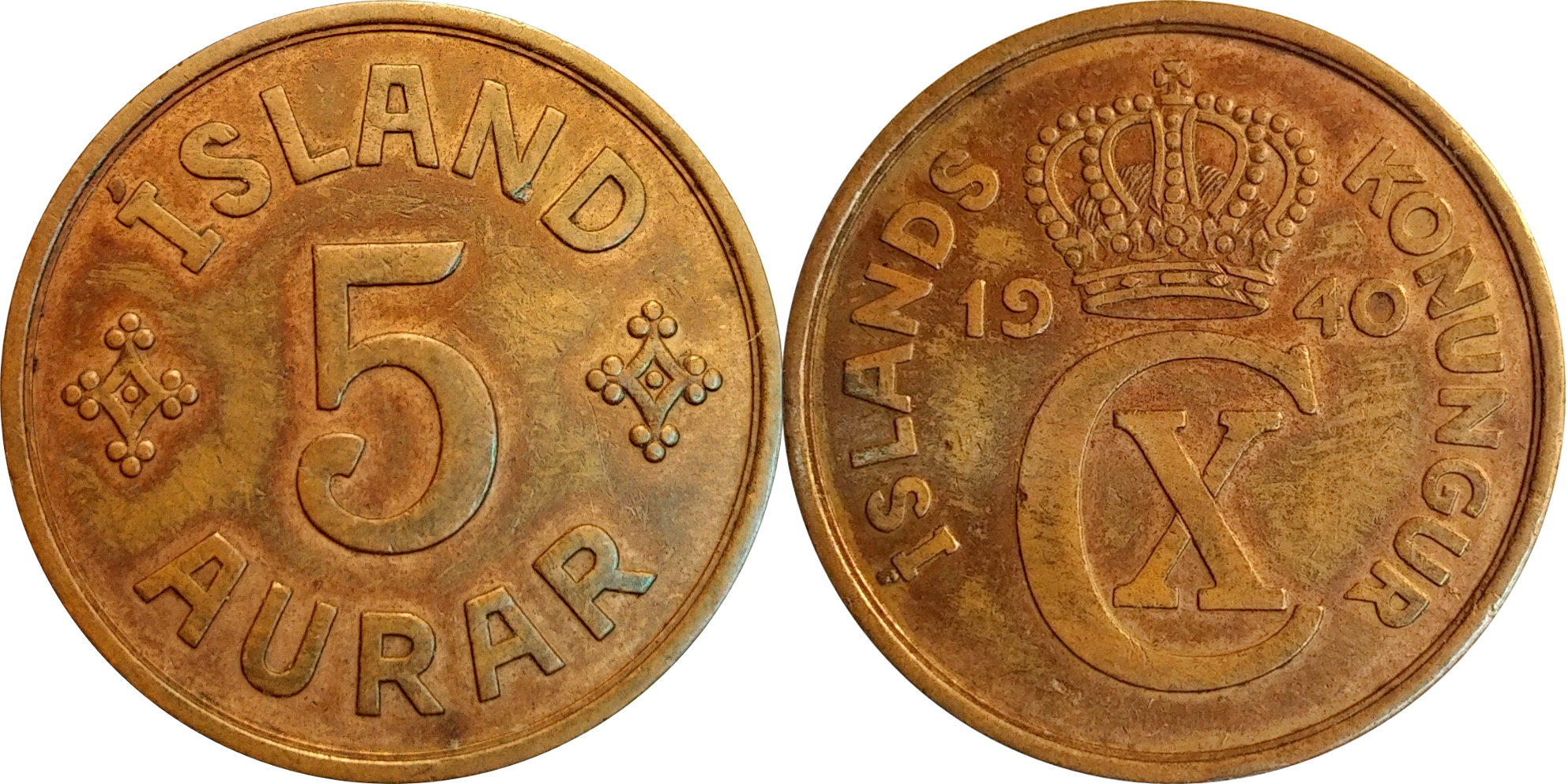
Moneta o nominale 5 aurar według wzoru z 1926 roku

Po powstaniu w 1918 roku formalnie niezależnego Królestwa Islandii, pozostającego jednak w unii personalnej z Królestwem Danii, w marcu 1922 roku parlament podjął decyzję w sprawie wprowadzenia odrębnych od duńskich monet islandzkich. Na mocy ustawy tymczasowej nr 45/1922 wyemitowano miedzioniklowe monety zdawkowe o nominałach 10 i 25 a. Na awersie zamieszczono monogram monarchy Chrystiana X („CX R·”) rozdzielony małym herbem kraju pod królewską koroną. Na rewersie w górnej części monety zapisano nazwę kraju („ÍSLAND”), pośrodku nominał pomiędzy dwoma elementami ozdobnymi, poniżej zaś dookreślenie „AURAR”. 
W 1925 roku wyemitowano wykonane z brązalu monety o nominale 1 i 2 kr, których wzór zbieżny był z wytworzonymi wcześniej monetami zdawkowymi (określenie „AURAR” zastąpiły odpowiednio „KRÓNA” i „KRÓNUR”). Rok później do obiegu trafiły drobne monety o nominałach 1 e, 2 oraz 5 a, które wytwarzano z brązu. Ich rewers odpowiadał pozostałym dotychczasowym monetom, jednak na awersie znalazł się monogram królewski („CX”), a wzdłuż otoku inskrypcja „ÍSLANDS KONUNGUR” (Królestwo Islandii).
W 1942 roku dokonano nowelizacji przepisów, która skutkowała zmianą stopu z jakiego wykonywano monety o nominałach 10 i 25 e z miedzioniklu na czysty cynk.
Wszystkie monety do 1940 roku wytwarzane były w Den Kgl. Mønt, duńskiej mennicy królewskiej w Kopenhadze (znak menniczy: ♥). Po zajęciu Danii przez III Rzeszę produkcję przeniesiono do brytyjskiej Royal Mint w Londynie oraz zakładów Imperial Chemical Industries (Metals Division) w Birmingham.
| W przypadku rozbieżnych danych odnośnie do średnicy i masy poszczególnych monet w pierwszej kolejności podano informacje za katalogiem wydawnictwa Krause Publications, w nawiasie zaś za publikacją Islandzkiego Banku Centralnego i Muzeum Narodowego. |        |               |               |                  |           |                                                |              |
| nominał | emisja | stop          | średnica [mm] | masa [g]         | rant      | roczniki                                       | przypisy     |
| 1 eyrir | 1926   | brąz          | 15            | 1,5 (1,6)        | gładki    | 1926, 1931, 1937, 1938, 1939, 1940, 1942       | [ 4 ] [ 11 ] |
| 2 aurar | 1926   | brąz          | 19            | 3                | gładki    | 1926, 1931, 1938, 1940, 1942                   | [ 4 ] [ 12 ] |
| 5 aurar | 1926   | brąz          | 24            | 6                | gładki    | 1926, 1931, 1940, 1942                         | [ 4 ] [ 13 ] |
| 10 aurar | 1922   | miedzionikiel | 15            | 1,5              | ząbkowany | 1922, 1923, 1925, 1929, 1933, 1936, 1939, 1940 | [ 4 ] [ 3 ]  |
| 10 aurar | 1942   | cynk          | 15            | 1,3 (1,5)        | ząbkowany | 1942                                           | [ 4 ] [ 3 ]  |
| 25 aurar | 1922   | miedzionikiel | 17 (16)       | 2,4              | ząbkowany | 1922, 1923, 1925, 1933, 1937, 1940             | [ 4 ] [ 3 ]  |
| 25 aurar | 1942   | cynk          | 17 (16)       | 2,4 (2)          | ząbkowany | 1942                                           | [ 4 ] [ 14 ] |
| 1 korona | 1925   | brązal        | 22,5 (22,3)   | 4,74–4,75 (4,75) | ząbkowany | 1925, 1929, 1940                               | [ 4 ] [ 14 ] |
| 2 korony | 1925   | brązal        | 28            | 9,5              | ząbkowany | 1925, 1929, 1940                               | [ 15 ] [ 6 ] |

## Republika Islandii

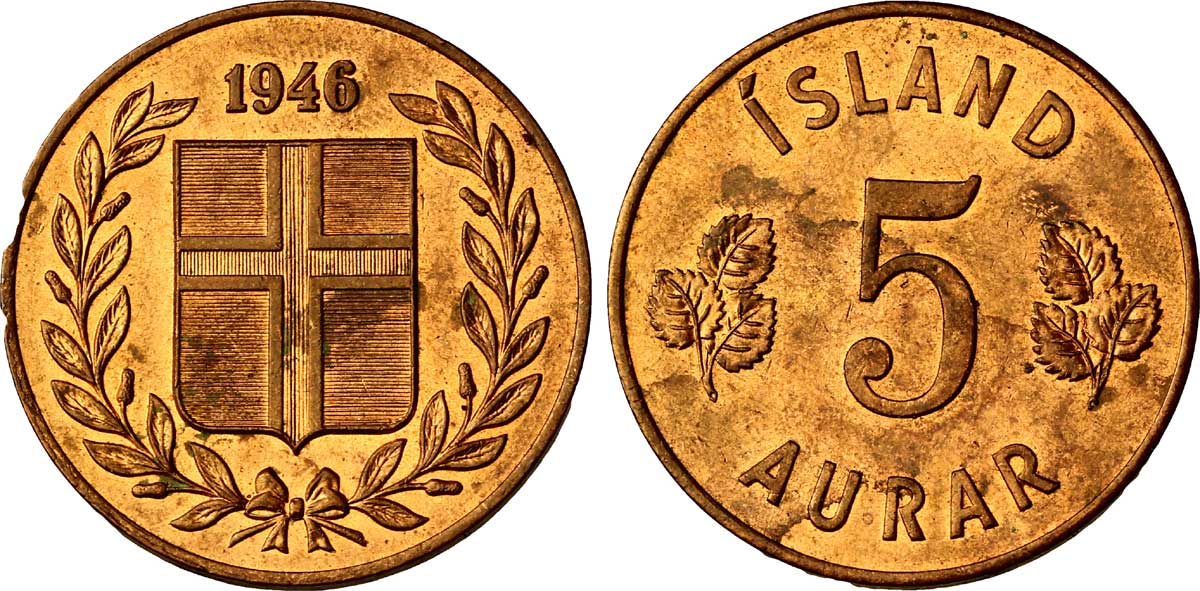
Moneta o nominale 5 aurar według wzoru z 1946 roku

Po proklamowaniu w 1944 roku republiki przystąpiono do opracowywania nowego wzoru monet pozbawionego oznak duńskiego zwierzchnictwa. Już w 1946 roku wyemitowano monety według zmodyfikowanego projektu autorstwa Stefána Jónssona i Tryggviego Magnússona, który jednocześnie zachowywał parametry fizyczne przedwojennych monet. Na awersach zamieszczono nowy herb państwowy (mały, w wieńcu roślinnym na monetach zdawkowych oraz wielki – z czterema duchami opiekuńczymi pod postaciami byka, orła, smoka i olbrzyma w roli trzymaczy – na monetach o nominale 1 i 2 kr). Na rewersie ozdobne ornamenty zastąpiono gałązkami, przypuszczalnie brzozy omszonej, jedynego rodzimego gatunku drzewa na wyspie. Nie wznowiono przy tym emisji monet o nominale 2 a.
W latach 1957–1958 rozpoczęto bicie monet o nominałach 1 i 2 kr w nowym stopie – mosiądzu z 1-procentową domieszką niklu. Następnie w latach 1967–1970 wyemitowano monety o czterech nowych nominałach: 50 a, 5, 10 i 50 kr – pierwszą wykonano z mosiądzu niklowego, pozostałe z miedzioniklu. Na tle pozostałych jedynie moneta o nominale 50 kr wyróżniała się swoim wzorem. Projekt Þröstura Magnússona i Hilmara Sigurðssona przedstawiał umieszczony w okręgu nominał, zaś w zewnętrznym pierścieniu inskrypcję „ÍSLAND” i „KRÓNUR” rozdzieloną po bokach stylizowaną przeplatanką. Na stronie odwrotnej znalazł się wizerunek budynku parlamentu, Althingu (wzór stanowił modyfikację monety okolicznościowej wydanej w 1968 roku na pamiątkę 50-lecia uzyskania niepodległości). W 1976 roku rozpoczęto emisję monet o nominale 1 kr wykonanych z aluminium.
Monety bite były w Wielkiej Brytanii, w Royal Mint, a w 1946 roku także w Imperial Chemical Industries.
| nominał  | emisja | stop            | średnica [mm] | masa [g]          | rant      | roczniki                                                                     | przypisy      |
| -------- | ------ | --------------- | ------------- | ----------------- | --------- | ---------------------------------------------------------------------------- | ------------- |
| 1 eyrir  | 1946   | brąz            | 15,1 (15)     | 1,62 (1,6)        | gładki    | 1946, 1953, 1956, 1957, 1958, 1959, 1966                                     | [ 15 ] [ 16 ] |
| 5 aurar  | 1946   | brąz            | 24            | 6,06 (6)          | gładki    | 1946, 1958, 1959, 1960, 1961, 1963, 1965, 1966                               | [ 15 ] [ 26 ] |
| 10 aurar | 1946   | miedzionikiel   | 15            | 1,5               | ząbkowany | 1946, 1953, 1957, 1958, 1959, 1960, 1961, 1962, 1963, 1965, 1966, 1967, 1969 | [ 15 ] [ 27 ] |
| 10 aurar | 1970   | aluminium       | 14,64         | 0,48              | ząbkowany | 1970, 1971, 1973, 1974                                                       | [ 15 ] [ 2 ]  |
| 25 aurar | 1946   | miedzionikiel   | 17 (16)       | 2,4               | ząbkowany | 1946, 1951, 1954, 1957, 1958, 1959, 1960, 1961, 1962, 1963, 1965, 1966, 1967 | [ 15 ] [ 28 ] |
| 50 aurar | 1969   | mosiądz niklowy | 19,04 (19)    | 2,4               | ząbkowany | 1969, 1970, 1971, 1973, 1974                                                 | [ 15 ] [ 29 ] |
| 1 korona | 1946   | brązal          | 22,3 (22,5)   | 4,75              | ząbkowany | 1946                                                                         | [ 15 ] [ 28 ] |
| 1 korona | 1957   | mosiądz niklowy | 22,3          | 4,75              | ząbkowany | 1957, 1959, 1961, 1962, 1963, 1965, 1966, 1969, 1970, 1971, 1973, 1974, 1975 | [ 15 ] [ 30 ] |
| 1 korona | 1976   | aluminium       | 16,01 (17)    | 0,57 (0,61)       | ząbkowany | 1976, 1977, 1978, 1980                                                       | [ 15 ] [ 24 ] |
| 2 korony | 1946   | brązal          | 28            | 9,5               | ząbkowany | 1946                                                                         | [ 15 ] [ 31 ] |
| 2 korony | 1958   | mosiądz niklowy | 28            | 9,5               | ząbkowany | 1958, 1962, 1963, 1966                                                       | [ 21 ] [ 31 ] |
| 5 koron  | 1969   | miedzionikiel   | 20,75         | 4                 | gładki    | 1969, 1970, 1971, 1973, 1974, 1975, 1976, 1977, 1978, 1980                   | [ 21 ] [ 32 ] |
| 10 koron | 1967   | miedzionikiel   | 25            | 6,52 (6,5)        | gładki    | 1967, 1969, 1970, 1974, 1973, 1974, 1975, 1976, 1977, 1978, 1980             | [ 21 ] [ 22 ] |
| 50 koron | 1970   | miedzionikiel   | 30            | 12,5–12,38 (12,5) | gładki    | 1970, 1971, 1973, 1974, 1975, 1976, 1977, 1978, 1980                         | [ 21 ] [ 22 ] |

## Nowa korona
Na skutek przeprowadzonej 1 stycznia 1981 roku reformy walutowej, dotychczasowa korona islandzka po przeprowadzeniu denominacji została zastąpiona nową. Jednocześnie wycofano z obrotu wszystkie dotychczasowe monety, rozpoczynając – począwszy od 1981 roku – emisję nowych, które zaprojektował Þröstur Magnússon. Wytwarzanie monet z brązu, miedzioniklu i mosiądzu zlecono londyńskiej Royal Mint. Awers monet składał się z wewnętrznego okręgu oraz zewnętrznego pierścienia, na którym na górze zamieszczono słowny opis wartości monety (np. „FIMMTÍU AURAR” czy „EITT HUNDRAÐ KRÓNUR”), u dołu zaś nazwę kraju („ÍSLAND”) i rok emisji. W centralnej części czterech monet o najniższych nominałach – 5, 10, 50 a i 1 kr znalazły się stylizowane wizerunki czterech landvættir, odpowiednio: orła, byka, smoka i olbrzyma. Na monetach o wyższych nominałach – 5, 10, 50 i 100 kr wewnętrzne pole podzielono na cztery części, umieszczając podobizny wszystkich czterech stworzeń. Na rewersach, prócz nominału, zobrazowano sylwetki przedstawicieli fauny morskiej Islandii – kolejno: płaszczki, kałamarnicy, krewetki, dorsza, delfinów, gromadników, kraba brzegowego i taszy.
W 1986, 1989 i 1996 roku monety o nominałach 50 a oraz 1, 5 i 10 kr zastąpiono stalowymi odpowiednikami powlekanymi odpowiednim metalem (brązem lub niklem).
W 2003 roku zdemonetyzowano wszystkie nominały zdawkowe, pozostawiając w obrocie jedynie monety od 1 kr wzwyż.
| nominał   | emisja | wycofanie | stop            | średnica [mm] | masa [g]    | rant                             | roczniki                                                               | przypisy             |
| --------- | ------ | --------- | --------------- | ------------- | ----------- | -------------------------------- | ---------------------------------------------------------------------- | -------------------- |
| 5 aurar   | 1981   | 2003      | brąz            | 14,58 (15)    | 1,5         | gładki                           | 1981                                                                   | [ 21 ] [ 33 ] [ 37 ] |
| 10 aurar  | 1981   | 2003      | brąz            | 16,95 (17)    | 2           | gładki                           | 1981                                                                   | [ 21 ] [ 33 ] [ 37 ] |
| 50 aurar  | 1981   | 2003      | brąz            | 20 (19,5)     | 3           | gładki                           | 1981                                                                   | [ 21 ] [ 38 ] [ 37 ] |
| 50 aurar  | 1986   | 2003      | stal brązowana  | 20 (19,5)     | 2,66 (2,65) | gładki                           | 1986                                                                   | [ 21 ] [ 39 ] [ 37 ] |
| 1 korona  | 1981   | —         | miedzionikiel   | 21,5          | 4,5         | ząbkowany                        | 1981, 1984, 1987                                                       | [ 21 ] [ 39 ]        |
| 1 korona  | 1989   | —         | stal niklowana  | 21,5          | 4           | ząbkowany                        | 1989, 1991, 1992, 1994, 1996, 1999, 2000, 2003, 2005, 2006, 2007, 2011 | [ 40 ] [ 39 ] [ 41 ] |
| 5 koron   | 1981   | —         | miedzionikiel   | 24,5          | 6,5         | ząbkowany                        | 1981, 1984, 1987, 1992                                                 | [ 40 ] [ 39 ]        |
| 5 koron   | 1996   | —         | stal niklowana  | 24,5          | 5,6         | ząbkowany                        | 1996, 1999, 2000, 2005, 2006, 2007, 2008                               | [ 40 ] [ 42 ] [ 41 ] |
| 10 koron  | 1984   | —         | miedzionikiel   | 27,5          | 8           | ząbkowany                        | 1984, 1987, 1994                                                       | [ 40 ] [ 43 ]        |
| 10 koron  | 1996   | —         | stal niklowana  | 27,5          | 7 (6,9)     | ząbkowany                        | 1996, 2000, 2004, 2005, 2006, 2008                                     | [ 40 ] [ 43 ] [ 44 ] |
| 50 koron  | 1987   | —         | mosiądz niklowy | 23            | 8,25        | ząbkowany                        | 1987, 1992, 2000, 2001, 2005                                           | [ 40 ] [ 43 ] [ 45 ] |
| 100 koron | 1995   | —         | mosiądz niklowy | 25,5          | 8,5         | naprzemiennie gładki i ząbkowany | 1995, 2000, 2001, 2004, 2006, 2007, 2011, 2014                         | [ 40 ] [ 46 ] [ 44 ] |